# Cesare Genovesi (politico)
Cesare Genovesi (Mantova, 13 agosto 1879 – Mantova, 25 dicembre 1970) è stato un avvocato e politico italiano.
È stato inoltre sindaco di Mantova dal 1923 al 1927.